# Kuželosečka
Kuželosečka je rovinná křivka, která vznikne jako průnik roviny s rotační kuželovou plochou, přičemž rovina neprochází jejím vrcholem.

## Typy kuželoseček
Protínáme-li kužel rovinou kolmou na osu symetrie rotačního kuželu, výslednou kuželosečkou je kružnice.
Protínáme-li kužel rovinou rovnoběžnou právě s jednou z povrchových přímek pláště kuželu, výslednou kuželosečkou je parabola.
Protínáme-li kužel rovinou, která svírá s osou symetrie rotačního kuželu úhel menší než 90° a větší než polovina vrcholového úhlu kuželu, výslednou kuželosečkou je elipsa. Rovina přitom protíná všechny povrchové přímky pláště kužele a není tedy s žádnou z nich rovnoběžná.
Protínáme-li kužel rovinou, která svírá s osou symetrie rotačního kuželu úhel menší než polovina vrcholového úhlu kuželu, výslednou kuželosečkou je hyperbola; přitom rovina je rovnoběžná právě se dvěma povrchovými přímkami kuželu.

(A: parabola, B: elipsa a kružnice, C: hyperbola)

## Degenerované kuželosečky
Za kuželosečku bývá často považován také průnik kuželové plochy s rovinou procházející vrcholem kuželové plochy. Takovéto kuželosečky označujeme jako degenerované (nevlastní, singulární), neboť podle polohy roviny a osy kuželové plochy dochází k redukci kuželosečky na bod, přímku nebo dvě přímky.
Kuželosečky, které nejsou degenerované, tzn. kružnici, elipsu, parabolu a hyperbolu, označujeme jako vlastní (regulární) kuželosečky.

## Algebraické vyjádření
Každou kuželosečku lze vyjádřit rovnicí
{\displaystyle a_{11}x^{2}+2a_{12}xy+a_{22}y^{2}+2a_{13}x+2a_{23}y+a_{33}=0},
kde koeficienty {\displaystyle a_{ij}} jsou reálná čísla, přičemž {\displaystyle a_{ij}=a_{ji}}. Tato rovnice je algebraickou rovnicí druhého stupně v {\displaystyle x} a {\displaystyle y}.

### Invarianty
Při transformaci souřadnic se nemění některé charakteristické veličiny algebraické rovnice kuželosečky. Tyto veličiny se označují jako invarianty.
Uvedená rovnice má tři invarianty:
- determinant kuželosečky

{\displaystyle \Delta ={\begin{vmatrix}a_{11}&a_{12}&a_{13}\\a_{21}&a_{22}&a_{23}\\a_{31}&a_{32}&a_{33}\end{vmatrix}}}
- determinant kvadratických členů

{\displaystyle \delta ={\begin{vmatrix}a_{11}&a_{12}\\a_{21}&a_{22}\end{vmatrix}}}
- třetím invarientem je stopa malé matice

{\displaystyle S=a_{11}+a_{22}}
Při transformaci souřadnic se tedy mění koeficienty {\displaystyle a_{ij}}, avšak uvedené invarianty se nezmění.

### Klasifikace kuželoseček podle invariantů
Invarianty rovnice kuželosečky lze použít ke klasifikaci jednotlivých křivek, které jsou touto rovnicí určeny.
Je-li {\displaystyle \Delta \neq 0}, pak se jedná o vlastní kuželosečku. Pro {\displaystyle \Delta =0} jde o kuželosečku degenerovanou. Rovnicemi s {\displaystyle \delta =0} jsou určeny tzv. nestředové kuželosečky (např. parabola). Pro {\displaystyle \delta \neq 0} se jedná o kuželosečky středové (např. elipsa).
| Rozdělení kuželoseček                             | {\displaystyle \delta \neq 0} středové kuželosečky                                 | {\displaystyle \delta \neq 0} středové kuželosečky | {\displaystyle \delta =0} nestředové kuželosečky                      | {\displaystyle \delta =0} nestředové kuželosečky                    | {\displaystyle \delta =0} nestředové kuželosečky                    |
| Rozdělení kuželoseček                             | {\displaystyle \delta >0}                                                          | {\displaystyle \delta <0}                          | {\displaystyle \delta =0} nestředové kuželosečky                      | {\displaystyle \delta =0} nestředové kuželosečky                    | {\displaystyle \delta =0} nestředové kuželosečky                    |
| {\displaystyle \Delta \neq 0} vlastní kuželosečky | {\displaystyle \Delta S<0} reálná elipsa                                           | hyperbola                                          | parabola                                                              | parabola                                                            | parabola                                                            |
| {\displaystyle \Delta \neq 0} vlastní kuželosečky | {\displaystyle \Delta S>0} imaginární elipsa                                       | hyperbola                                          | parabola                                                              | parabola                                                            | parabola                                                            |
| {\displaystyle \Delta =0} nevlastní kuželosečky   | dvojice nerovnoběžných (protínajících se) imaginárních přímek s reálným průsečíkem | dvě reálné různoběžky                              | {\displaystyle a_{13}^{2}-a_{11}a_{33}<0} dvě různé reálné rovnoběžky | {\displaystyle a_{13}^{2}-a_{11}a_{33}=0} dvě splývající rovnoběžky | {\displaystyle a_{13}^{2}-a_{11}a_{33}>0} dvě imaginární rovnoběžky |

### Středové rovnice kuželoseček
- Kružnice: {\displaystyle (x-m)^{2}+(y-n)^{2}=r^{2}}

- Elipsa: {\displaystyle {\frac {(x-m)^{2}}{a^{2}}}+{\frac {(y-n)^{2}}{b^{2}}}=1}

- Parabola: {\displaystyle (x-m)^{2}=2p(y-n)}

- Hyperbola: {\displaystyle {\frac {(x-m)^{2}}{a^{2}}}-{\frac {(y-n)^{2}}{b^{2}}}=1}

## Výskyt a použití kuželoseček
Kuželosečky mají praktické uplatnění v architektuře, optice, radiotechnice, astronomii a dalších oborech. Vlnění vycházející libovolným směrem z jednoho ohniska elipsy (nebo rotační eliptické plochy) je odráženo do druhého ohniska; této skutečnosti se využívá při výrobě laserů a při vytváření tak zvaných šeptajících galerií, kdy slova šeptaná v jednom ohnisku klenby nebo zakřivené stěny jsou dobře slyšitelná pouze ve vzdáleném druhém ohnisku. Vlnění vycházející z ohniska paraboly je odráženo jako svazek rovnoběžných paprsků stejným směrem, čehož se využívá při výrobě světlometů, dalekohledů, parabolických antén a radioteleskopů. Pomocí parabolického zrcadla se zapaluje Olympijský oheň. Opominutí vlastností kuželoseček může vést k požárům, zraněním nebo poškozování věcí.
Řešením nejjednodušší úlohy nebeské mechaniky – pohybu hmotného bodu v gravitačním poli centrálního tělesa – jsou kuželosečky. V prvním přiblížení lze pohyb planet, asteroidů, komet a meziplanetárních sond okolo Slunce, stejně jako pohyb přirozených i umělých satelitů okolo planet popsat jako pohyb lehčího objektu po kuželosečce okolo hmotnějšího objektu, viz Keplerovy zákony.